# Congomochtherus
Congomochtherus is een vliegengeslacht uit de familie van de roofvliegen (Asilidae).

## Soorten
- C. acuminatus Oldroyd, 1974
- C. elferinki Londt & Tsacas, 1987
- C. inachus Londt & Tsacas, 1987
- C. lobatus Oldroyd, 1970
- C. oldoydi Londt & Tsacas, 1987
- C. penicillatus (Speiser, 1910)
- C. potamius Londt & Tsacas, 1987